# Новотумбагушево
Новотумбагушево (баш. Яңы Томбағош) — деревня в Шаранском районе Республики Башкортостан Российской Федерации. Входит в состав Старотумбагушевского сельсовета. Основана около 1900 года, в начале 1950-х годов — село. В 1960-х годах население достигало 240 человек, по переписи 2010 года оно составляет 136 человек.

## География

### Географическое положение
Расположена к северо-западу от деревни Старотумбагушево. Расстояние:
- до районного центра (Шаран): 8 км,
- до центра сельсовета (Старотумбагушево): 1 км,
- до ближайшей ж/д станции (Туймазы): 43 км.

### Климат
По комплексу природных условий деревня, как и весь район, относится к лесостепной зоне и характеризуется умеренно континентальным климатом с такими особенностями, как неустойчивость и резкие перемены температуры, неравномерное выпадение осадков по годам и временам года. В деревне довольно суровая и снежная зима с незначительными оттепелями, поздняя прохладная и сравнительно сухая весна, короткое жаркое лето и влажная прохладная осень.
| Показатель                                                                                     | Янв. | Фев. | Март | Апр. | Май | Июнь | Июль | Авг. | Сен. | Окт. | Нояб. | Дек. |
| ---------------------------------------------------------------------------------------------- | ---- | ---- | ---- | ---- | --- | ---- | ---- | ---- | ---- | ---- | ----- | ---- |
| Средний суточный максимум, °C                                                                  | −7   | −6   | −2   | 9    | 18  | 23   | 24   | 23   | 17   | 8    | −1    | −6   |
| Средний суточный минимум, °C                                                                   | −16  | −15  | −8   | 0    | 6   | 11   | 13   | 11   | 7    | 1    | −6    | −13  |
| Норма осадков, мм                                                                              | 27   | 24   | 26   | 33   | 49  | 60   | 53   | 51   | 46   | 49   | 35    | 33   |
| Источник: Моделирование исторических данных о климате и погоде. Дата обращения: 4 ноября 2023. |      |      |      |      |     |      |      |      |      |      |       |      |

## История
Деревня Новотумбагушево выделилась из Старотумбагушева в начале XX века (по данным старожилов — в 1900 году). Первыми стали строиться люди, не имевшие земельных участков, не только из Старотумбагушева, но и из других деревень. Это были Акберда Акбулатов, Саитгарей Гареев, Адыл Саитов, Кунаккузя Кунаккузин, Исхак Ильмурзин, Султан Саитов, Минлигарей Минликаев и другие.
В 1906 году упоминается как посёлок Ново-Тумбагушева Кичкиняшевской волости Белебеевского уезда Уфимской губернии при речке Шишмалы.
По данным подворной переписи, проведённой в уезде в 1912—13 годах, посёлок Ново-Тумбагушевский входил в состав Кичкиняшевской волости, но не был приписан к какому-либо сельскому обществу. Всего было 13 хозяйств, из которых 12 хозяйств купило товариществом 181 десятину земли, а ещё одно было без земли. Два хозяйства арендовали единолично ещё 3,5 десятины. Посевная площадь составляла 88,5 десятин, из неё 39 десятин занимала рожь, 18,5 — пшеница, 18 — овёс, 5,5 — просо, 3,75 — греча, 2 — полба и 1,75 — горох. Из скота имелась 24 лошади, 27 голов крупного рогатого скота, 104 овцы и 39 коз, также 1 хозяйство держало 20 ульев пчёл.
В 1923 году произошло укрупнение волостей, и деревня Ново-Тумбагушева вошла в состав Шаранской волости Белебеевского кантона Башкирской АССР.
В 1930 году в республике было упразднено кантонное деление, образованы районы. Деревня вошла в состав Туймазинского района, а в 1935 году — в состав вновь образованного Шаранского района. В то время деревня входила в состав колхоза «Карпат». В 1939 году — деревня Ново-Тумбагушево Старо-Тумбагушевского сельсовета Шаранского района.
В 1952 году зафиксирована как село Ново-Тумбагушево того же сельсовета. В 1953 году Старо-Тумбагушевский сельсовет вошёл в состав Кичкиняшевского. К концу 1950-х — вновь деревня. В первой половине 1960-х годов сельсовет был переименован в Старотумбагушевский с переносом центра. В то время деревня входила в состав совхоза «Шаранский», образованного в 1957 году.
В начале 1963 года в результате реформы административно-территориального деления деревня была включена в состав Туймазинского сельского района, с марта 1964 года — в составе Бакалинского, с 30 декабря 1966 года — вновь в Шаранском районе.
В 1988 году из совхоза «Шаранский» выделился совхоз «Темняковский», куда вошла и деревня Новотумбагушево. В 1999 году деревня по-прежнему входила в состав совхоза «Темняковский».
По состоянию на 2015 год в личных подсобных хозяйствах деревни имелось 51 голова крупного рогатого скота (в том числе 29 коров), 3 свиньи, 40 овец и коз и 205 голов птицы.

## Население
В 2015 году население деревни по данным регистрации составляло 136 человек в 45 семьях, из них 15 детей до 7 лет, 8 детей от 7 до 16 лет, 50 мужчин и 35 женщин трудоспособного возраста и 9 мужчин и 19 женщин старше трудоспособного возраста.
| Год  | Методика              | Жителей | Мужчин | Женщин | Дворов | Преобладающие национальности/сословия         | Источники            |
| ---- | --------------------- | ------- | ------ | ------ | ------ | --------------------------------------------- | -------------------- |
| 1902 | сведения земства      | н/д     | 9      | н/д    | 4      | крестьяне-собственники                        | [ 27 ]               |
| 1905 | текущий учёт          | 23      | 10     | 13     | 4      | н/д                                           | [ 9 ]                |
| 1912 | подворная перепись    | 89      | 46     | 43     | 13     | переселенцы-собственники из черемисов         | [ 10 ]               |
| 1917 | с/х перепись          | 128     | н/д    | н/д    | 18     | 123 мари в 17 дворах, 5 русских в 1 дворе     | [ 28 ]               |
| 1920 | перепись              | 170     | 80     | 90     | 28     | н/д                                           | [ 29 ]               |
| 1920 | перепись              | 171     | н/д    | н/д    | 28     | 157 марийцев в 26 дворах, 14 татар в 2 дворах | [ 30 ]               |
| 1925 | подготовка к переписи | н/д     | н/д    | н/д    | 33     | н/д                                           | [ 29 ]               |
| 1939 | перепись              | 208     | 102    | 106    | н/д    | н/д                                           | [ 16 ]               |
| 1959 | перепись              | 232     | 108    | 124    | н/д    | марийцы                                       | [ 19 ] [ 31 ]        |
| 1970 | перепись              | 240     | 110    | 130    | н/д    | марийцы                                       | [ 32 ] [ 33 ]        |
| 1979 | перепись              | 202     | 99     | 103    | н/д    | марийцы                                       | [ 34 ] [ 35 ]        |
| 1989 | перепись              | 149     | 73     | 76     | н/д    | марийцы                                       | [ 36 ] [ 37 ] [ 24 ] |
| 2002 | перепись              | 155     | 83     | 72     | н/д    | марийцы (93 %)                                | [ 37 ] [ 38 ]        |
| 2010 | перепись              | 136     | 72     | 64     | н/д    | н/д                                           | [ 39 ]               |

## Инфраструктура
Производственная и социальная инфраструктура отсутствует. Деревня электрифицирована и газифицирована, имеется водопровод протяжённостью 1 км, водоснабжение осуществляется из скважины на северной окраине деревни, пробуренной в 1989 году, водоотведение отсутствует. Протяжённость улично-дорожной сети составляет 0,826 км. По состоянию на 2015 год почти все дома были деревянными, общая площадь жилого фонда составляла около 2,5 тыс. м2. К югу от деревни имеется кладбище площадью 0,43 га и заполненностью 60 %.
Село обслуживает Шаранская центральная районная больница; фельдшерско-акушерский пункт, почтовое отделение и средняя школа расположены в центре сельсовета, деревне Старотумбагушево.

### Комментарии
1. ↑  По официальным данным переписи.
2. ↑  По данным современного подсчёта по сохранившимся подворным карточкам.